# Over Now (Calvin Harris e The Weeknd)
Over Now è un singolo del produttore discografico britannico Calvin Harris e del cantante canadese The Weeknd, pubblicato il 28 agosto 2020 dalla Sony Music.

## Descrizione
Il brano contiene un campionamento di It's Over del gruppo house Astrotrax.

## Video musicale
Il video musicale, diretto da Emil Nava e girato interamente in animazione, mostra The Weeknd ballare in una stanza colorata per poi compiere un viaggio nello spazio passando per ampi spazi cittadini o immersi nella natura.

## Tracce
1. Over Now – 3:30

## Classifiche
| Classifica (2020) | Posizione massima |
| ----------------- | ----------------- |
| Australia         | 17                |
| Belgio (Fiandre)  | 57                |
| Belgio (Vallonia) | 34                |
| Canada            | 22                |
| Croazia           | 18                |
| Danimarca         | 31                |
| Estonia           | 30                |
| Francia           | 124               |
| Germania          | 92                |
| Grecia            | 38                |
| Irlanda           | 26                |
| Islanda           | 37                |
| Libano            | 10                |
| Norvegia          | 24                |
| Nuova Zelanda     | 38                |
| Paesi Bassi       | 83                |
| Portogallo        | 57                |
| Regno Unito       | 33                |
| Singapore         | 29                |
| Stati Uniti       | 38                |
| Svezia            | 15                |
| Svizzera          | 41                |